# Yeşilhisar (Kayseri)
Pour les articles homonymes, voir Yeşilhisar.
Yeşilhisar (La vieille forteresse) est un chef-lieu de district de la province de Kayseri en Turquie.

## Géographie
La ville est à 67 km de la capitale provinciale Kayseri. Elle est située en bordure d'un haut plateau appelé plaine de Develi (en turc, « Develi Ovasi ») à une altitude de 1 170 m. La population du district est pour moitié dans les villages sur un territoire de 988 km2. La densité de population de moins de 18 hab./km2, déjà faible, semble se réduire encore depuis dix ans[Quand ?][réf. nécessaire].
| Année    | 1990   | 1997  | 2000   | 2007   | 2009  |
| -------- | ------ | ----- | ------ | ------ | ----- |
| Ville    | 11 904 | 9 847 | 13 586 | 9 655  | 9 540 |
| District |        |       | 24 830 | 17 658 |       |